# Vùng thủ đô Seoul
Vùng thủ đô Seoul, thường được người dân Hàn Quốc gọi là Sudogwon (tiếng Hàn: 수도권; Hanja: 首都圈; Romaja: Sudogwon; McCune–Reischauer: Sudokwŏn, tiếng Anh: /sʰudoɡwʌ̹n/) hoặc Vùng Gyeonggi (tiếng Hàn: 경기 지방; Hanja: 京畿地方; Romaja: Gyeonggi Jibang; McCune–Reischauer: Kyŏnggi Jibang), là một khu vực bao gồm hai thành phố chính: Seoul, Incheon cùng tỉnh Gyeonggi ở phía Tây Bắc và những thành phố vệ tinh xung quanh khác như: Suwon, Goyang, Seongnam và Bucheon, với dân số toàn khu vực được ước tính lên đến 25 triệu người, tương ứng khoảng một nửa dân số đất nước (theo số liệu thống kê năm 2017). Diện tích khoảng 11.704 km² (4,519 dặm vuông). Đây là trung tâm quyền lực chính trị, kinh tế, văn hóa và cư trú của cả đất nước Hàn Quốc. Thành phố lớn nhất là Seoul với dân số khoảng 10 triệu người, tiếp đến là Incheon, với 3 triệu dân.

## Địa lý và khí hậu
Vùng Thủ đô chiếm một đồng bằng trong thung lũng sông Hán. Khu đô thị chứa một số vùng đất màu mỡ nhất trên bán đảo Triều Tiên, mặc dù hiện nay ít được sử dụng trong ngành nông nghiệp. Sân bay Quốc tế Gimpo, một trong những dải đất rộng lớn của cả khu vực, bao gồm nhiều khu vực của thành phố Gimpo và Bucheon.

## Lịch sử

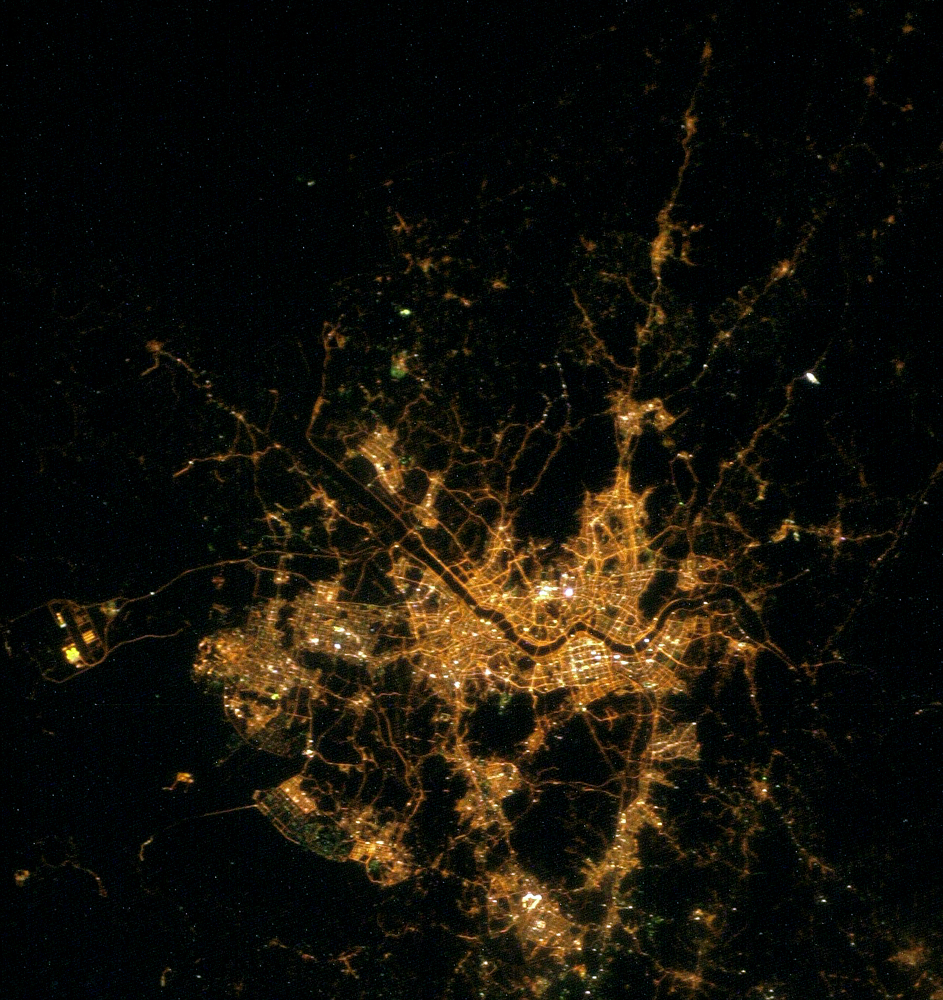
Hình ảnh vệ tinh của Seoul và khu vực lớn hơn

## Nhân khẩu học
Chỉ chiếm khoảng 12% diện tích cả nước, thủ đô Seoul là nơi sinh sống của hơn 48,2% dân số cả nước và là khu vực đô thị lớn thứ năm thế giới. Tỷ lệ phần trăm này đã tăng đều đặn kể từ giữa thế kỷ 20 và xu hướng này dự kiến sẽ tiếp tục. Hiện tại hơn một nửa số người di chuyển từ vùng này sang vùng khác đang chuyển đến khu vực thủ đô. Đến năm 2020, dự kiến hơn 52% dân số Hàn Quốc sẽ sống trong khu vực này, tương đương 26.310.000 người. Tuy nhiên, Khu vực thủ đô Seoul đạt 25.620.000 người vào năm 2015, mang đến cơ hội đạt 26,31 triệu dân số trong vòng chưa đầy 5 năm.

## Kinh tế
Trong năm 2017, tổng sản phẩm trong khu vực đô thị Seoul là 870 nghìn tỷ Won (770 tỷ đô la Mỹ), con số khổng lồ này nó đã giúp tạo ra gần một nửa tổng số GDP của cả nước. Đây là nền kinh tế đô thị lớn thứ 4 trên thế giới sau Tokyo, Thành phố New York và Los Angeles, khu vực này cũng là nơi đặt trụ sở chính của 60 công ty thuộc Forbes Global 2000. Khi nền kinh tế của Vùng Thủ đô Seoul chuyển đổi sang nền kinh tế tri thức từ nền kinh tế dựa trên sản xuất của thế kỷ 20, có một số khu kinh doanh công nghệ cao ở Vùng Thủ đô Seoul, chẳng hạn như Digital Media City và Pangyo Techno Valley.

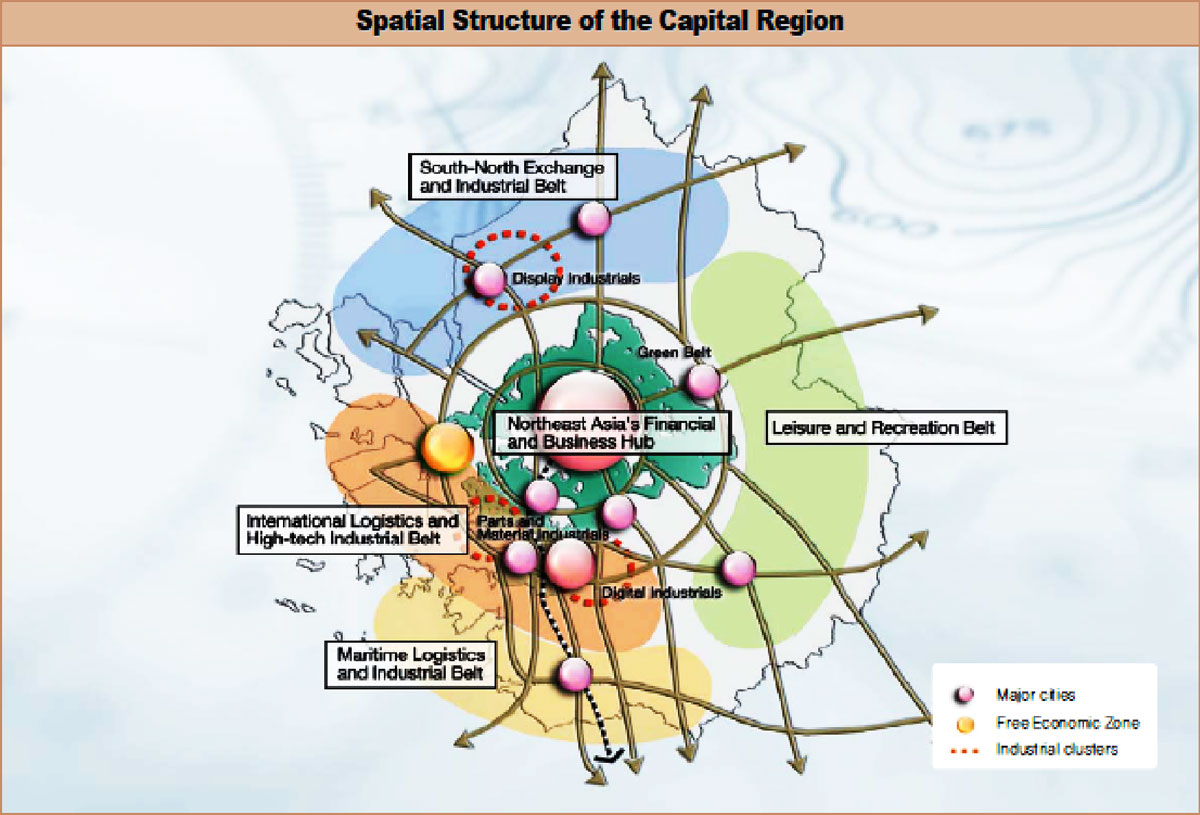
Các cụm công nghiệp ở Vùng thủ đô Seoul

Chính phủ Hàn Quốc hiện đang thực hiện kế hoạch thành lập một số trung tâm cho các hoạt động kinh tế trong Khu vực Thủ đô. Theo kế hoạch, chẳng hạn, Seoul là 'Trung tâm tài chính và kinh doanh của Đông Bắc Á', và bờ biển phía tây nam, với Incheon và Suwon, là 'Vành đai công nghiệp công nghệ cao và hậu cần quốc tế'.
Vùng Thủ đô Seoul là nơi có những thành phố và căn hộ sang trọng giàu có và đáng sống bậc nhất ở Hàn Quốc nhưng có sự khác biệt đáng kể giữa các thành phố và quận, đặc biệt là giữa những thành phố được xây dựng trong các thế hệ cũ và mới hơn. Các khu vực mới hơn có nhiều căn hộ hiện đại, sang trọng và cơ sở hạ tầng hiện đại và đắt đỏ hơn, cùng với đó là vị trí gần quận Gangnam, trung tâm thương mại của khu vực.

## Phân khu

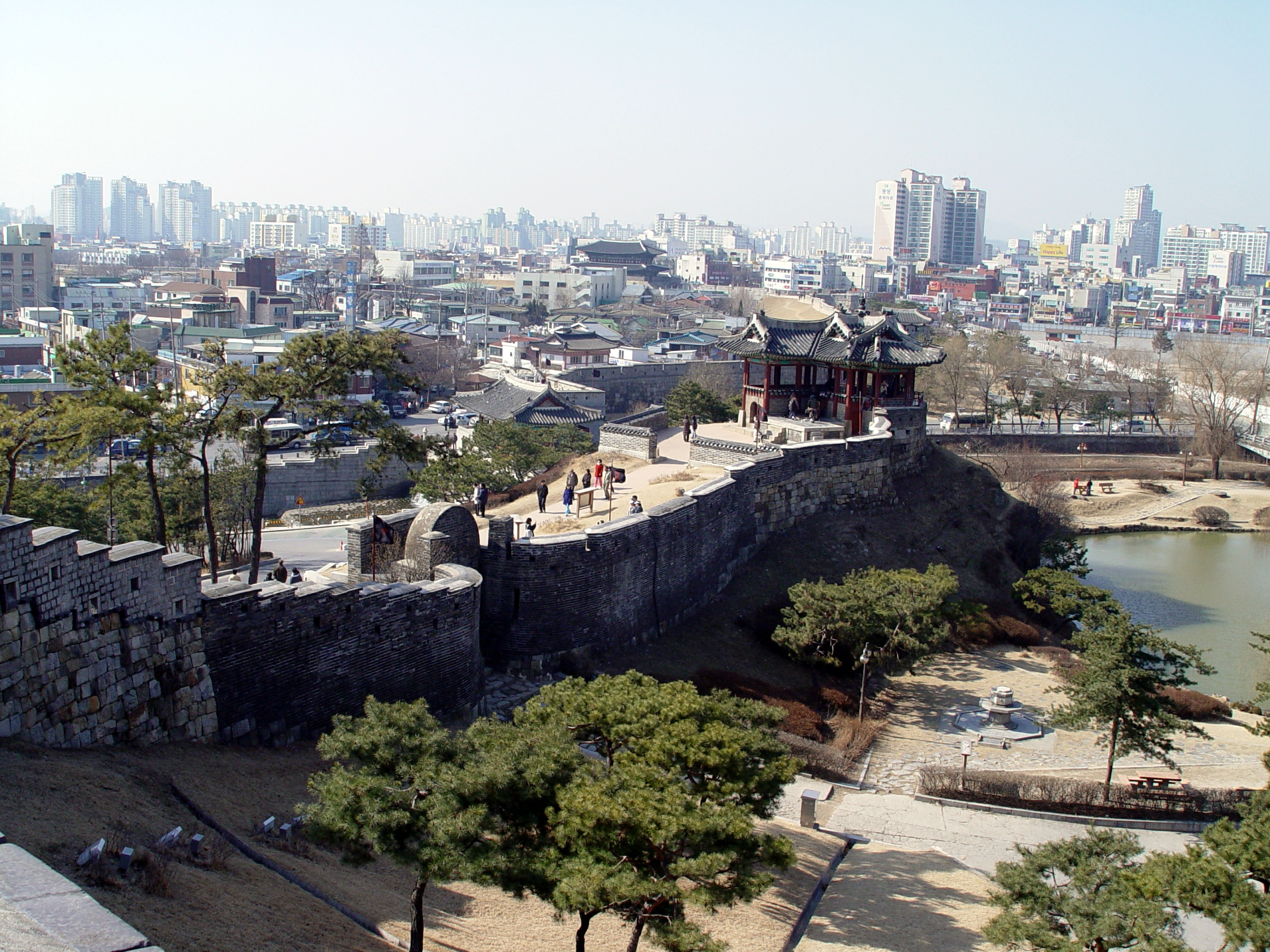
Suwon

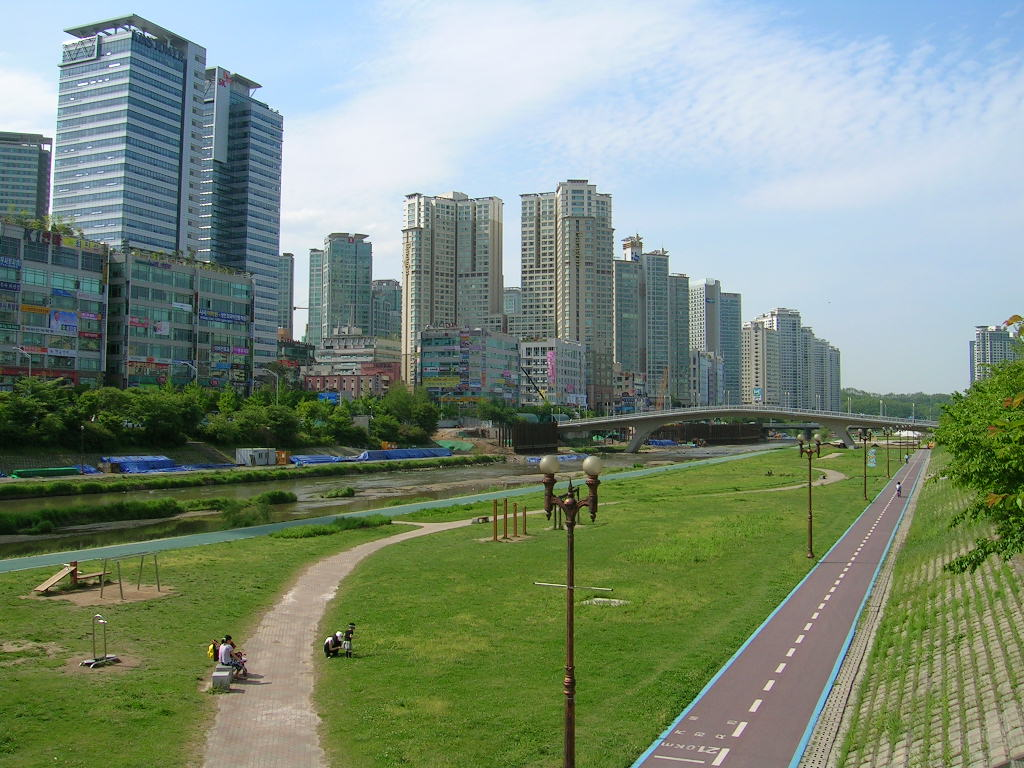
Bundang, Seongnam

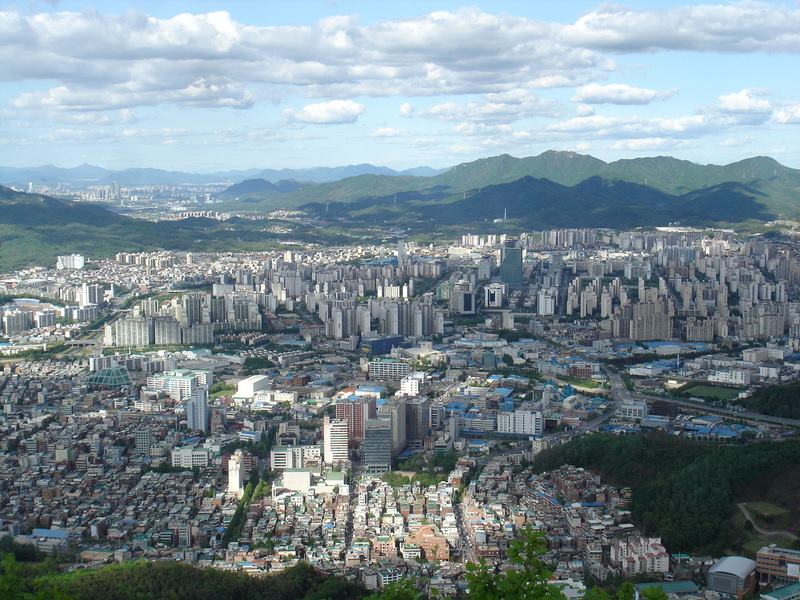
Anyang, Gyeonggi

Vùng thủ đô Seoul được phân chia giữa thành phố đặc biệt Seoul, thành phố đô thị Incheon và tỉnh Gyeonggi-do. Seoul có 25 quận, Incheon có 8 quận và 2 huyện, và Gyeonggi-do có 28 thành phố và 3 huyện.
| Thành phố đặc biệt/ Thành phố đô thị/ Tỉnh | Quận/ Thành phố/ Huyện | Hangul   | Hanja    |
| ------------------------------------------ | ---------------------- | -------- | -------- |
| Seoul                                      | Dobong-gu              | 도봉구   | 道峰區   |
| Seoul                                      | Dongdaemun-gu          | 동대문구 | 東大門區 |
| Seoul                                      | Dongjak-gu             | 동작구   | 銅雀區   |
| Seoul                                      | Eunpyeong-gu           | 은평구   | 恩平區   |
| Seoul                                      | Gangbuk-gu             | 강북구   | 江北區   |
| Seoul                                      | Gangdong-gu            | 강동구   | 江東區   |
| Seoul                                      | Gangnam-gu             | 강남구   | 江南區   |
| Seoul                                      | Gangseo-gu             | 강서구   | 江西區   |
| Seoul                                      | Geumcheon-gu           | 금천구   | 衿川區   |
| Seoul                                      | Guro-gu                | 구로구   | 九老區   |
| Seoul                                      | Gwanak-gu              | 관악구   | 冠岳區   |
| Seoul                                      | Gwangjin-gu            | 광진구   | 廣津區   |
| Seoul                                      | Jongno-gu              | 종로구   | 鍾路區   |
| Seoul                                      | Jung-gu                | 중구     | 中區     |
| Seoul                                      | Jungnang-gu            | 중랑구   | 中浪區   |
| Seoul                                      | Mapo-gu                | 마포구   | 麻浦區   |
| Seoul                                      | Nowon-gu               | 노원구   | 蘆原區   |
| Seoul                                      | Seocho-gu              | 서초구   | 瑞草區   |
| Seoul                                      | Seodaemun-gu           | 서대문구 | 西大門區 |
| Seoul                                      | Seongbuk-gu            | 성북구   | 城北區   |
| Seoul                                      | Seongdong-gu           | 성동구   | 城東區   |
| Seoul                                      | Songpa-gu              | 송파구   | 松坡區   |
| Seoul                                      | Yangcheon-gu           | 양천구   | 陽川區   |
| Seoul                                      | Yeongdeungpo-gu        | 영등포구 | 永登浦區 |
| Seoul                                      | Yongsan-gu             | 용산구   | 龍山區   |
| Incheon                                    | Bupyeong-gu            | 부평구   | 富平區   |
| Incheon                                    | Dong-gu                | 동구     | 東區     |
| Incheon                                    | Gyeyang-gu             | 계양구   | 桂陽區   |
| Incheon                                    | Jung-gu                | 중구     | 中區     |
| Incheon                                    | Michuhol-gu            | 미추홀구 | 彌鄒忽區 |
| Incheon                                    | Namdong-gu             | 남동구   | 南洞區   |
| Incheon                                    | Seo-gu                 | 서구     | 西區     |
| Incheon                                    | Yeonsu-gu              | 연수구   | 延壽區   |
| Incheon                                    | Ganghwa-gun            | 강화군   | 江華郡   |
| Incheon                                    | Ongjin-gun             | 옹진군   | 甕津郡   |
| Gyeonggi-do                                | Suwon-si               | 수원시   | 水原市   |
| Gyeonggi-do                                | Goyang-si              | 고양시   | 高陽市   |
| Gyeonggi-do                                | Yongin-si              | 용인시   | 龍仁市   |
| Gyeonggi-do                                | Seongnam-si            | 성남시   | 城南市   |
| Gyeonggi-do                                | Ansan-si               | 안산시   | 安山市   |
| Gyeonggi-do                                | Anyang-si              | 안양시   | 安養市   |
| Gyeonggi-do                                | Bucheon-si             | 부천시   | 安養市   |
| Gyeonggi-do                                | Anseong-si             | 안성시   | 安城市   |
| Gyeonggi-do                                | Dongducheon-si         | 동두천시 | 東豆川市 |
| Gyeonggi-do                                | Gimpo-si               | 김포시   | 金浦市   |
| Gyeonggi-do                                | Goyang-si              | 고양시   | 高陽市   |
| Gyeonggi-do                                | Gunpo-si               | 군포시   | 軍浦市   |
| Gyeonggi-do                                | Guri-si                | 구리시   | 九里市   |
| Gyeonggi-do                                | Gwacheon-si            | 과천시   | 果川市   |
| Gyeonggi-do                                | Gwangju-si             | 광주시   | 廣州市   |
| Gyeonggi-do                                | Gwangmyeong-si         | 광명시   | 光明市   |
| Gyeonggi-do                                | Hanam-si               | 하남시   | 河南市   |
| Gyeonggi-do                                | Hwaseong-si            | 화성시   | 華城市   |
| Gyeonggi-do                                | Icheon-si              | 이천시   | 利川市   |
| Gyeonggi-do                                | Namyangju-si           | 남양주시 | 南楊州市 |
| Gyeonggi-do                                | Osan-si                | 오산시   | 烏山市   |
| Gyeonggi-do                                | Paju-si                | 파주시   | 坡州市   |
| Gyeonggi-do                                | Pocheon-si             | 포천시   | 抱川市   |
| Gyeonggi-do                                | Pyeongtaek-si          | 평택시   | 平澤市   |
| Gyeonggi-do                                | Siheung-si             | 시흥시   | 始興市   |
| Gyeonggi-do                                | Uijeongbu-si           | 의정부시 | 議政府市 |
| Gyeonggi-do                                | Uiwang-si              | 의왕시   | 儀旺市   |
| Gyeonggi-do                                | Yangju-si              | 양주시   | 楊州市   |
| Gyeonggi-do                                | Yeoju-si               | 여주시   | 驪州市   |
| Gyeonggi-do                                | Gapyeong-gun           | 가평군   | 加平郡   |
| Gyeonggi-do                                | Yangpyeong-gun         | 양평군   | 揚平郡   |
| Gyeonggi-do                                | Yeoncheon-gun          | 연천군   | 漣川郡   |

## Giao thông

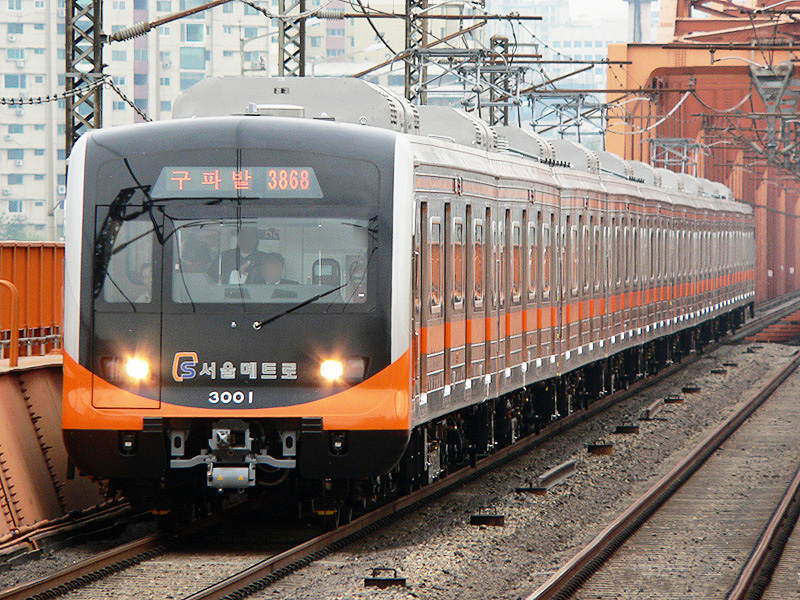
Tàu điện ngầm Thủ đô Seoul, Tuyến số 3

Các thành phố của khu đô thị được kết nối chặt chẽ với nhau bằng đường bộ và cả đường sắt. Nhiều tuyến đường sắt của đất nước, đáng chú ý nhất là đường sắt cao tốc Gyeongbu, được xem như tuyến đường lâu đời và quan trọng nhất ở Hàn Quốc. Ngoài ra, tàu điện ngầm Seoul có các tuyến phục vụ tất cả các quận của Seoul cũng như thành phố Incheon và các thành phố lân cận khác trong tỉnh Gyeonggi, cung cấp dịch vụ vận chuyển nhanh chóng.
Khu vực này là nơi giao lưu giữa đường hàng không và đường thủy. Hai sân bay lớn nhất của cả nước là Sân bay Quốc tế Incheon và Sân bay Quốc tế Gimpo, cũng đều nằm trong khu vực đô thị. Các chuyến phà quốc tế và nội địa khởi hành từ các bến phà của Incheon rất nhộn nhịp. Khối lượng lớn hàng hóa quốc tế đi qua các cảng container của Incheon (chủ yếu đi và đến Trung Quốc).

### Đường cao tốc, đường cao tốc đô thị
- Đường cao tốc Gyeongbu
- Đường cao tốc Seohaean
- Đường cao tốc Jungbu
- Đường cao tốc Jungbu thứ 2
- Đường cao tốc Gwangju–Wonju (Đường cao tốc Yeongdong thứ 2)
- Đường cao tốc Jungbu Naeryuk
- Đường cao tốc Pyeongtaek–Jecheon
- Đường cao tốc Yeongdong
- Đường cao tốc Seoul–Yangyang
- Đường cao tốc vành đai 1 vùng thủ đô Seoul
- Đường cao tốc vành đai 2 vùng thủ đô Seoul
- Đường cao tốc Gyeongin
- Đường cao tốc Gyeongin thứ 2
- Đường cao tốc Gyeongin thứ 3
- Đường cao tốc sân bay Quốc tế Incheon
- Đường cao tốc Pyeongtaek–Siheung
- Đường cao tốc Pyeongtaek–Paju
- Đường cao tốc Yongin–Seoul
- Đường cao tốc Osan–Hwaseong
- Đường cao tốc đô thị Bongdam Gwacheon

### Đường sắt
- Tuyến Gyeonggang
- Tuyến Gyeongbu
- Tuyến Gyeongin
- Đường sắt cao tốc Gyeongbu
- Đường sắt cao tốc Honam

### Hàng không
- Sân bay Quốc tế Incheon
- Sân bay Quốc tế Gimpo